# Miriam Wimmer
Miriam Wimmer (* 4. Juli 1983 in München) ist ein deutsches Fotomodell und Fernsehmoderatorin von Call-in-Gewinnspielen.

## Biografie
Miriam Wimmer ist die Tochter des ehemaligen Motorradrennfahrers Martin Wimmer und der Ärztin sowie Diplompsychologin Michaela Schreier.
Sie sammelte bereits im Alter von 13 Jahren Erfahrung im Fernsehen u. a. bei der Sendung Ping Pong (Das Erste), damals wirkte sie bei einigen Sketchen (Schwerpunkt: Gleichberechtigung) mit.
Als Diplom-Grafikdesignerin arbeitete sie ein Jahr lang als Junior-Art-Direktorin bei einer Münchner Werbeagentur. Im Rahmen ihrer Tätigkeit designte sie u. a. die Pacha Milk & Sugar Compilation 2004.
Seit 2001 folgen mehrere Fernsehauftritte bei Galileo und taff (ProSieben) sowie eine kleine Rolle in dem Kinofilm Erkan und Stefan – Gegen die Mächte der Finsternis. Wimmer modelte auch für bekannte Marken wie Puma, Adidas, Polo Sport, Chio Chips und McDonald’s.
Seit 2005 animierte sie nach einer anderthalbjährigen Moderationstätigkeit bei den Clip Charts auf kabel eins (bis 2007) in Call-in-Gewinnspielsendungen zum Anrufen. Erste Erfahrungen hierbei sammelte sie bei Die Spielemacher auf Tele 5. Außerdem präsentierte sie das Format Money Express, das auf Comedy Central, VIVA und dem Kindersender Nick zu sehen war. Sie war für dieselbe Produktionsfirma auch in der Schweiz auf viva und 3+ sowie startv tätig und moderierte dort diverse Gewinnspiel- und Musikquiz-Sendungen. Auf dem österreichischen Sender ATV moderierte sie ebenfalls eine Gewinnspielsendung, anrufen, mitspielen und gewinnen.
2008–2009 war Wimmer Teil des Moderatorenduos auf RTL München und moderierte die Boulevardshow münchen exklusiv, die hauptsächlich aus Interviews und Außenmoderationen bestand, und die Sendung münchen wohnt. Hier wurde mit Experten der Baubranche über Aktuelles und Themen wie z. B. Geothermie diskutiert.
Von 2008 bis 2010 war Wimmer beim DSF Sportquiz zu sehen. Von Februar bis Mai 2011 war sie bei 9live tätig.
2011 heiratete Wimmer den US-amerikanischen Geschäftsmann Andrew Stranberg. Mit ihm hat sie eine Tochter (* 2011).

## Trivia
Holger Göpfert, Kandidat der sechsten Staffel der Castingshow Deutschland sucht den Superstar, widmete Wimmer sein selbstkomponiertes Lied Miriam oh Miriam.